# Glyphuroplata
Glyphuroplata es un género de escarabajos  de la familia Chrysomelidae. En 1937 Uhmann describió el género. Contiene las siguientes especies:
- Glyphuroplata anisostenoides (Riley, 1985)
- Glyphuroplata nigella (Weise, 1907)
- Glyphuroplata pluto (Newman, 1841)
- Glyphuroplata uniformis (Smith, 1885)